# Coupe d'Asie des clubs champions 2000-2001
Navigation
Édition précédente Édition suivante
La Coupe d'Asie des clubs champions 2000-2001 voit le sacre du club sud-coréen de Suwon Samsung Bluewings qui bat les Japonais de Júbilo Iwata en finale à Suwon. C'est le tout premier titre en Coupe d'Asie pour le club.

## Premier tour

### Asie de l'Ouest
| Équipe 1              | Résultat | Équipe 2                    | Aller | Retour |
| --------------------- | -------- | --------------------------- | ----- | ------ |
| Al-Hilal FC (T)       | 2 - 1    | Al-Karamah SC               | 2 - 1 | 0 - 0  |
| Al Ramtha SC          | 2 - 3    | Al-Salmiya SC               | 0 - 1 | 2 - 2  |
| Al-Ahli               | 0 - 1    | Al-Ahli                     | 0 - 1 | 0 - 0  |
| forfait Al-Ansar      | -        | Al-Ittihad                  | -     | -      |
| Al-Zawra'a SC         | 2 - 5    | Al Ain Club                 | 2 - 1 | 0 - 4  |
| Al-Wakrah Sports Club | 3 - 9    | Persepolis FC               | 2 - 4 | 1 - 5  |
| FC Irtysh Pavlodar    | 5 - 2    | Nisa Achgabat               | 3 - 1 | 2 - 1  |
| Varzob Douchanbé      | -        | FK Dostlik Tachkent forfait | -     | -      |

### Asie de l'Est
| Équipe 1                     | Résultat | Équipe 2         | Aller | Retour |
| ---------------------------- | -------- | ---------------- | ----- | ------ |
| PSM Makassar                 | 4 - 1    | Song Lam Nghe An | 0 - 0 | 4 - 1  |
| Polícia de Segurança Pública | 0 - 11   | Home United FC   | 0 - 5 | 0 - 6  |

## Huitièmes de finale

### Asie de l'Ouest
| Équipe 1           | Résultat | Équipe 2         | Aller | Retour   |
| ------------------ | -------- | ---------------- | ----- | -------- |
| Al-Hilal FC (T)    | 3 - 1    | Al-Salmiya SC    | 3 - 1 | 0 - 0    |
| Al-Ittihad Djeddah | 8 - 2    | Al-Ahli          | 2 - 0 | 6 - 2    |
| Persépolis FC      | 4 - 2    | Al Ain Club      | 2 - 0 | 2 - 2 ap |
| FC Irtych Pavlodar | 7 - 3    | Varzob Douchanbé | 4 - 1 | 3 - 2    |

### Asie de l'Est
| Équipe 1                | Résultat | Équipe 2             | Aller | Retour |
| ----------------------- | -------- | -------------------- | ----- | ------ |
| PSM Makassar            | 11 - 1   | Royal Thai Air Force | 6 - 1 | 5 - 0  |
| South China             | 2 - 6    | Júbilo Iwata         | 1 - 3 | 1 - 3  |
| Shandong Luneng         | 6 - 1    | Home United FC       | 3 - 0 | 3 - 1  |
| Suwon Samsung Bluewings | 2 - 1    | Hurriyya SC          | 2 - 1 | 0 - 0  |

## Quarts de finale
Les 8 équipes qualifiées sont réparties en 2 poules géographiques de 4 équipes qui s'affrontent une fois. Les deux premiers de chaque poule se qualifient pour les demi-finales.

### Asie de l'Ouest
- Matchs disputés à Téhéran, en Iran

| Rang | Équipe             | Pts | J | G | N | P | Bp | Bc | Diff |  | Résultats (▼ dom., ► ext.) |  |     |     |     |
| ---- | ------------------ | --- | - | - | - | - | -- | -- | ---- |  | -------------------------- |  | --- | --- | --- |
| 1    | Persepolis FC      | 5   | 3 | 1 | 2 | 0 | 3  | 1  | +2   |  | Persepolis FC              |  | 0-0 | 0-0 | 3-1 |
| 2    | FC Irtysh Pavlodar | 5   | 3 | 1 | 2 | 0 | 2  | 1  | +1   |  | FC Irtysh Pavlodar         |  |     | 2-1 | 0-0 |
| 3    | Al-Ittihad Djeddah | 4   | 3 | 1 | 1 | 1 | 3  | 2  | +1   |  | Al-Ittihad Djeddah         |  |     |     | 2-0 |
| 4    | Al-Hilal FC        | 1   | 3 | 0 | 1 | 2 | 1  | 5  | -4   |  | Al-Hilal FC                |  |     |     |     |

### Asie de l'Est
- Matchs disputés à Makassar, en Indonésie

| Rang | Équipe                  | Pts | J | G | N | P | Bp | Bc | Diff |  | Résultats (▼ dom., ► ext.) |  |     |     |     |
| ---- | ----------------------- | --- | - | - | - | - | -- | -- | ---- |  | -------------------------- |  | --- | --- | --- |
| 1    | Júbilo Iwata            | 9   | 3 | 3 | 0 | 0 | 12 | 2  | +10  |  | Júbilo Iwata               |  | 3-0 | 6-2 | 3-0 |
| 2    | Suwon Samsung Bluewings | 6   | 3 | 2 | 0 | 1 | 14 | 4  | +10  |  | Suwon Samsung Bluewings    |  |     | 6-0 | 8-1 |
| 3    | Shandong Luneng         | 3   | 3 | 1 | 0 | 2 | 5  | 13 | -8   |  | Shandong Luneng            |  |     |     | 3-1 |
| 4    | PSM Makassar            | 0   | 3 | 0 | 0 | 3 | 2  | 14 | -12  |  | PSM Makassar               |  |     |     |     |

## Tableau final
- Toutes les rencontres sont disputées au Stade de la Coupe du monde de Suwon, à Suwon.

|  | Demi-finales            | Demi-finales            |                        |   | Finale | Finale |
|  | Demi-finales            | Demi-finales            |                        |   | Finale | Finale |
|  |                         |                         |                        |   |        |        |
|  |                         |                         |                        |   |        |        |
|  |                         |                         |                        |   |        |        |
|  | Júbilo Iwata ap         | 1                       |                        |   |        |        |
|  | Júbilo Iwata ap         | 1                       |                        |   |        |        |
|  | FC Irtysh Pavlodar      | 0                       |                        |   |        |        |
|  | FC Irtysh Pavlodar      | 0                       | Júbilo Iwata           | 0 |        |        |
|  |                         |                         | Júbilo Iwata           | 0 |        |        |
|  |                         | Suwon Samsung Bluewings | 1                      |   |        |        |
|  | Persepolis FC           | Suwon Samsung Bluewings | 1                      | 1 |        |        |
|  | Persepolis FC           |                         |                        | 1 |        |        |
|  | Suwon Samsung Bluewings | 2                       |                        |   |        |        |
|  | Suwon Samsung Bluewings | 2                       | Match pour la 3e place |   |        |        |
|  |                         |                         |                        |   |        |        |
|  |                         |                         |                        |   |        |        |
|  |                         |                         |                        |   |        |        |
|  | Persepolis FC           | 2                       |                        |   |        |        |
|  | Persepolis FC           | 2                       |                        |   |        |        |
|  | FC Irtysh Pavlodar      | 0                       |                        |   |        |        |
|  | FC Irtysh Pavlodar      | 0                       |                        |   |        |        |